# Sargus brasiliensis
Sargus brasiliensis är en tvåvingeart som beskrevs av Christian Rudolph Wilhelm Wiedemann 1830. Sargus brasiliensis ingår i släktet Sargus och familjen vapenflugor. Inga underarter finns listade i Catalogue of Life.